# Galbulimima
Galbulimima ist die einzige Gattung der Familie Himantandraceae innerhalb der Pflanzenordnung der Magnolienartigen (Magnoliales).

## Beschreibung

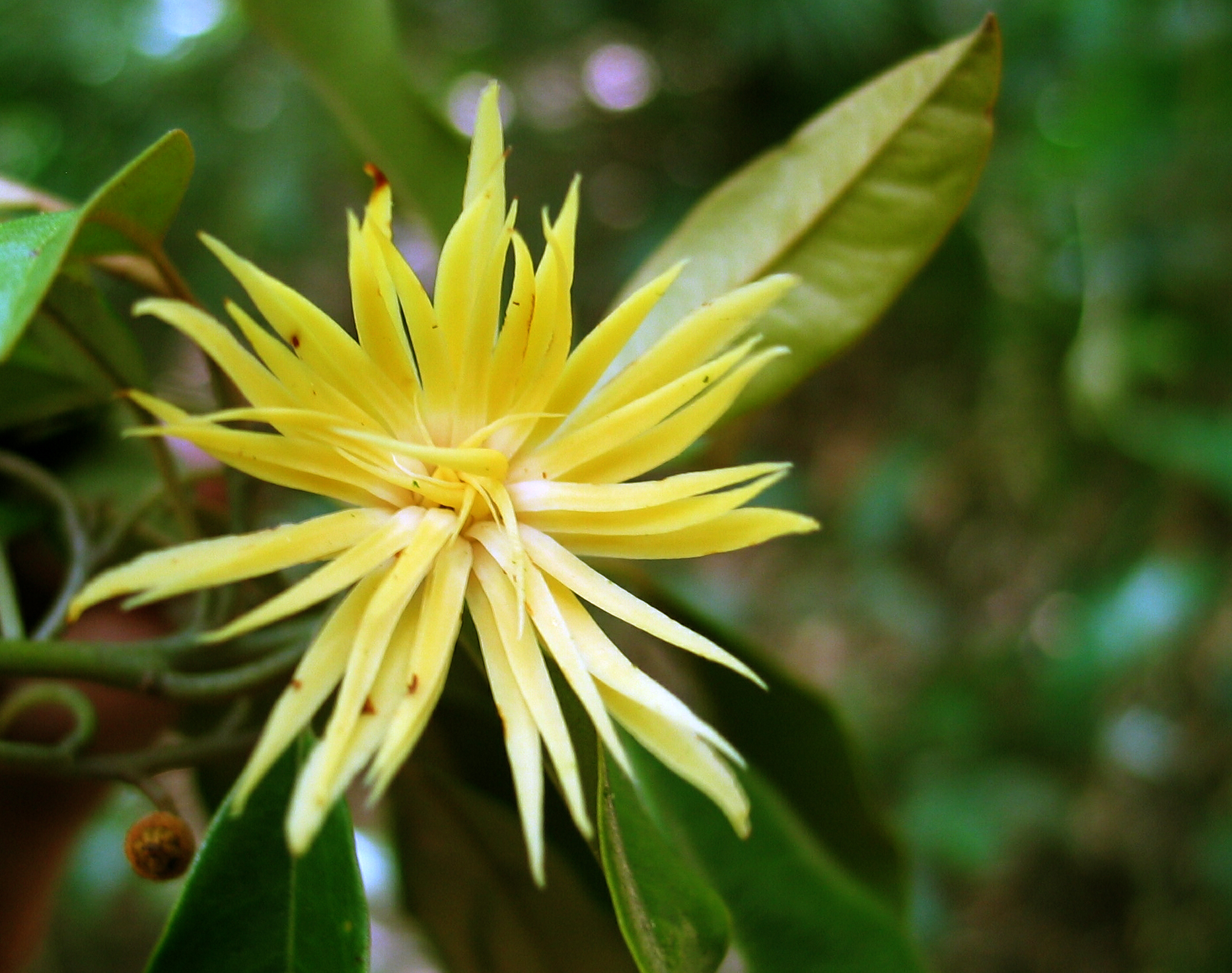
Blüte von Galbulimima baccata

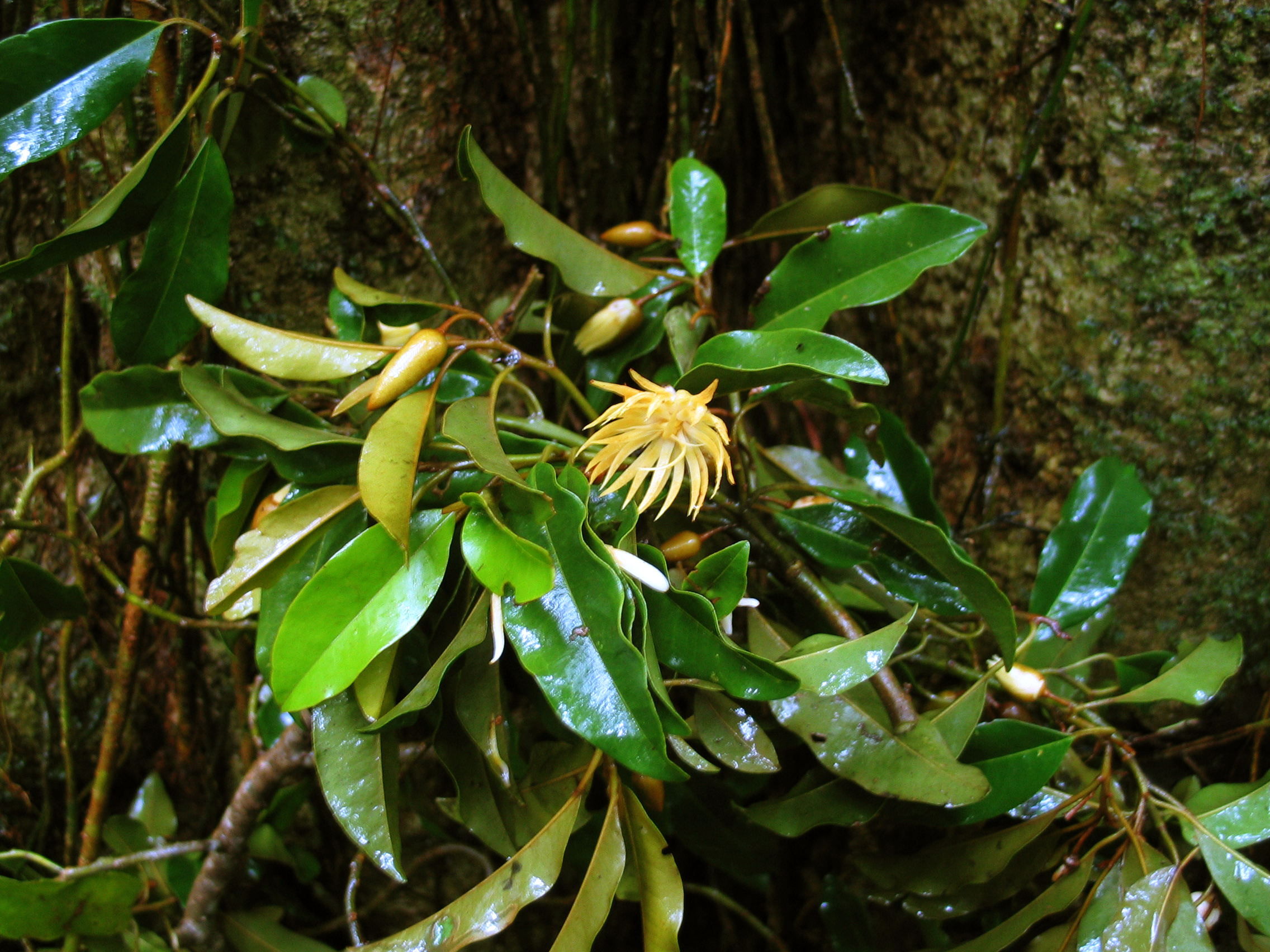
Galbulimima baccata

### Vegetative Merkmale
Die Galbulimima-Arten wachsen als Bäume. Die wechselständig an den Zweigen angeordneten Laubblätter sind in Blattstiel und Blattspreite gegliedert. Die Blattspreiten sind einfach. Die aromatischen Laubblätter sind jung mit schildförmigen Schuppen bedeckt und besitzen durchscheinende Ölkörper.

### Generative Merkmale
Die Blüten sind zwittrig und stehen einzeln in den Blattachseln. Als Knospen sind sie von zwei ledrigen Kelchblättern, die auch als Hochblätter gedeutet werden können, eingehüllt. Die zahlreichen Staubblätter sind flach und Kronblatt-artig weiß oder rot mit marginal stehenden Pollensäcken. Dabei sind nur die inneren Staubblätter fruchtbar. Das Gynoeceum besteht aus sieben bis 15 mehr oder wenigen freien Fruchtblättern, die später verwachsen. Pro Fruchtblatt gibt es (ein) zwei Samenanlagen. Die gallenartigen, fleischige Früchte enthalten Steinkerne.

### Inhaltsstoffe und anatomische Merkmale
Als Pflanzeninhaltsstoffe besitzen nur Alkaloide vom Polyketid-Typ. Die Xylem-Gefäße besitzen einfache und treppenförmige Durchbrechungen.

## Verbreitung
Die Gattung Galbulimima kommt in den Regenwäldern von Südostasien bis ins nordöstliche Australien vor. Ihr südlichstes Vorkommen dort ist der Norden von New South Wales. Sie kommt vor in Neuguinea, auf dem Bismarck-Archipel, auf den Salomonen und im nördlichen und nordöstlichen Queensland.

## Systematik
Die Gattung Galbulimima wurde durch Frederick Manson Bailey aufgestellt. Die Familie Himantandraceae wurde durch Ludwig Diels aufgestellt.
Die Familie Himantandraceae ist innerhalb der Magnoliales die Schwestergruppe der Familie Degeneriaceae.
Die einzige Gattung Galbulimima F.M.Bailey enthält ein bis zwei Arten:
- Galbulimima baccata F.M.Bailey (wird auch von manchen Autoren mit Galbulimima belgraveana zu einer Art vereinigt[1])
- Galbulimima belgraveana (F.Muell.) Sprague

Die beiden Arten wurden früher als Gattung Himantandra F.Muell. geführt, als die Familie von Ludwig Diels aufgestellt wurde.